# Матија Настасић
Матија Настасић (Ваљево, 28. март 1993) српски је фудбалер. Игра на позицији штопера, а тренутно наступа за Леганес.

## Клупска каријера
Фудбалом је почео да се бави у ваљевском ЗСК-у, да би са 12 година прешао у Партизан. Са седамнаест година је потписао први професионални уговор са црно-белима. За Партизанов први тим никада није заиграо већ је наступао на позајмици у Телеоптику где је играо у другом рангу такмичења, Првој лиги Србије. Током 2010. године је продат у Фјорентину, али је остао на позајмици у Телеоптику до пунолетства.
Настасић је по доласку у Фиренцу прво тренирао са младим тимом, али је због недостатка решења на позицији штопера, што због повреда што због суспензија, тренирао са првим тимом у више наврата. Синиша Михајловић му је пружио прилику да дебитује у Серији А, 11. септембра 2011, у победи од 2:0 над Болоњом. За Фјорентину је наступио на 25 првенствених мечева у сезони 2011/12. Почео је и сезону 2012/13. у Фиренци, наступио у првом колу Серије А, након чега је 31. августа 2012, последњег дана прелазног рока у Енглеској, потписао петогодишњи уговор са Манчестер Ситијем, a у склопу трансфера у Фјорентину је прешао Стефан Савић, још један бивши играч Партизана.
Дебитовао је за Сити 18. септембра 2012, као стартер на мечу групне фазе Лиге шампиона против Реал Мадрида на Стадиону Сантијаго Бернабеу. Дебитантски наступ у Премијер лиги је имао 29. септембра у победи од 2:1 над Фуламом. Наступио је на укупно 30 утакмица за Манчестер Сити у сезони 2012/13. У наредној 2013/14. сезони Сити је освојио Премијер лигу, али је Настасић имао проблема са повредом па је у освајању овог трофеја забележио тек 13 првенствених наступа. У августу 2014. је као стартер одиграо свих 90. минута у финалу Комјунити шилда у којем је Сити поражен од Арсенала резултатом 3:0 на Вемблију. То му је био и последњи наступ за Сити јер у наставку сезоне 2014/15. није провео ни минут на терену.
У јануару 2015. је прослеђен на шестомесечну позајмицу у немачки Шалке 04. Већ у марту 2015. је активирана клаузула по којој је Настасић званично постао играч Шалкеа. Провео је у Шалкеу укупно шест сезона и током тог периода је наступио на 122 утакмице у Бундеслиги. У сезони 2020/21, његовој последњој у клубу, Шалке је испао из Бундеслиге. Ипак, Настасић није заиграо са клубом у Цвајти већ се 21. августа 2021. вратио у Фјорентину.

## Репрезентација
Настасић је играо за све млађе репрезентације Србије, а за сениорски тим је дебитовао 29. фебруара 2012. на пријатељском мечу против Кипра.